# Amphigonalia aridella
Amphigonalia aridella är en insektsart som först beskrevs av Delong 1948.  Amphigonalia aridella ingår i släktet Amphigonalia och familjen dvärgstritar. Inga underarter finns listade i Catalogue of Life.